# المسناعاه
ال-مسناعاه یک منطقهٔ مسکونی در یمن است که در استان صنعا واقع شده است.